# Castelo Ballikinrain

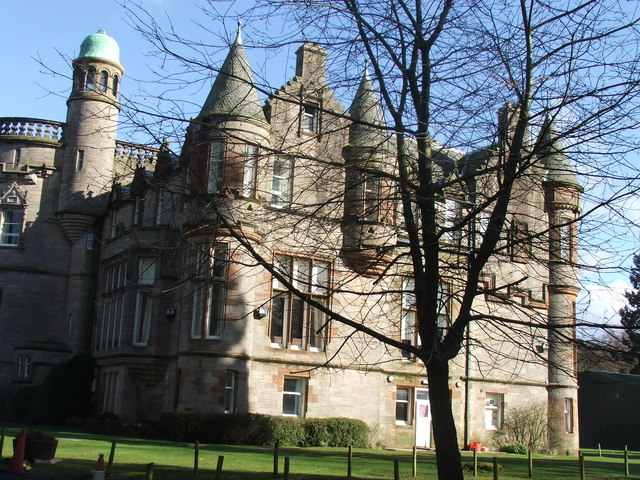
Castelo Ballikinrain, Escócia.

O Castelo Ballikinrain (em inglês:  Ballikinrain Castle) é um castelo localizado em Killearn, Stirling, Escócia.

## História
Atualmente está a ser utilizado pela Igreja da Escócia.
Encontra-se classificado na categoria "B" do "listed building" desde 5 de setembro de 1973.